# 五一九行情
五一九行情，即1999年5月19日至2001年6月的一段时间里，上证综指疯涨的行情。

## 经过
在美国股市中的网络股疯涨时，沪指在5月19日大涨4.6%，拉开了井喷行情的序幕，其中网络股海虹控股、上海梅林等股上涨，拉动沪指在33天里上涨67.7%，随后在1999年下半年、2000年、2001年上半年温和上涨，直至2001年6月登上2245点的高点。

## 结果
由于宝钢股份、中国石油上市，自从创下2245点的高点后，中国股市连续下跌4年，直到跌到998点。